# Cruz del Padre Millet
La Cruz del Padre Millet (en inglés: Father Millet Cross) es un monumento en los jardines del Fuerte Niagara en Youngstown, Nueva York en Estados Unidos. La cruz de bronce de 18 pies (5,5 m) sustituyó a una cruz de madera erigida por Pierre Millet en el Fuerte Denonville de la Nueva Francia en 1688. Durante el invierno anterior, las enfermedades y el hambre abrumaron a la guarnición de la fortaleza de un centenar de hombres y sólo doce de ellos fueron salvados por un grupo de rescate. El padre Millet, un misionero jesuita francés, estaba con este grupo de rescate. El Viernes Santo (16 de abril) se celebró una Misa y se erigió y dedicó una cruz invocando la misericordia de Dios para con los hombres azotados por la peste.  En el haz de la cruz está inscrito en latín: "..... REGN VINC IMP CHRS" refiriéndose a  "Regnat, Vincit, imperat, Christus," en español: rey, Comandante vencedor, el Ungido.